# Šišatovac
Šišatovac (v srbské cyrilici Шишатовац) je vesnice v srbské Vojvodině, v podhůří pohoří Fruška Gora. Administrativně spadá pod opštinu Sremska Mitrovica. Šišatovac měl podle sčítání lidu v roce 2011 celkem 211 obyvatel. Obyvatelstvo je v drtivé většině srbské národnosti.
Obec postupně vymírá; přestože má vlastní školu, navštěvuje ji jen několik žáků. Významné dopravní tahy (např. silnice Novi Sad-Bělehrad) se ji vyhýbají. Počet obyvatel se od roku 1961 snížil z 281 na 211.
Na severním okraji obce se nachází Šišatovacký klášter, nejvýznamnější památka obce. Kromě toho má obec několik historických památníků.